# Gibanica

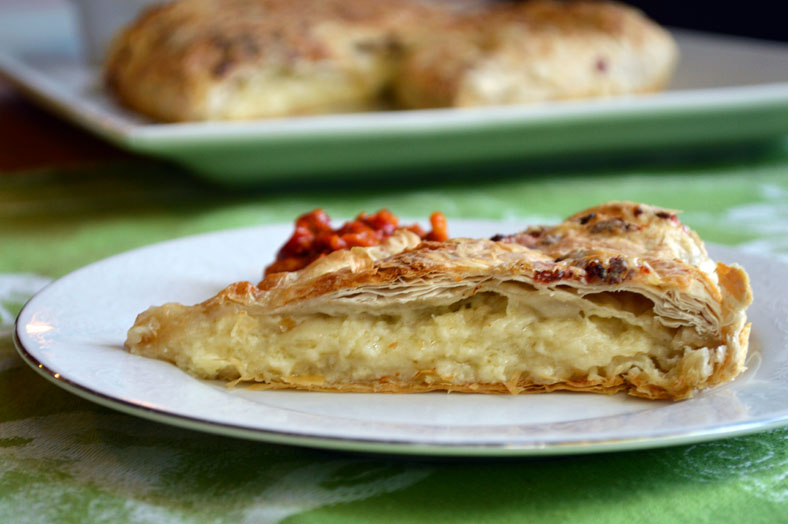
Un tros de gibanica

Gibanica (en ciríl·lic-serbi, гибаница, [ˈɡibanit͡sa]) és un plat tradicional de la pastisseria sèrbia i popular a tot els Balcans, del qual hi ha variants i plats similars a Macedònia del Nord i Bulgària (on sol anomenar-se banitsa, баница), així com a Bòsnia Hercegovina, Croàcia, Eslovènia i Itàlia (on es diu ghibanizza). També és un plat popular a Síria i Líban, on es coneix com a shabiyat.
La paraula gibanica, derivada del verb serbi «gibati» que significa «doblegar la pasta», ja és esmentat en el diccionari serbi del lingüista serbi Vuk Stefanović Karadžić's en 1818.
Les receptes poden variar des de dolces i salades, però es fa generalment amb formatge blanc i ous, i presenta diverses capes. És un dels plats de rebosteria més populars i recognoscibles dels Balcans, sia presentat en ocasions festives, o com un berenar familiar reconfortant. En Sèrbia, el plat es consumeix sovint en els esdeveniments tradicionals com Nadal, Pasqua i Slava. Es serveix tradicionalment per esmorzar amb quefir o iogurt natural. A part dels Balcans, la gibanica es pot trobar a tot el món en els restaurants que serveixen cuina de Sèrbia.

## Etimologia
En el vocabulari de l'Acadèmia de Iugoslàvia, així com en el diccionari etimològic de les llengües eslaves, la paraula gibanica és un derivat del verb serbi «gíbati / гибати», que significa «doblegar», «balanceig», «oscil·lar», i «roca».
Hi ha també paraules derivades, com la paraula serbocroata «gibaničar / гибаничар» que significa «el que fa gibanica», «un que li encanta menjar gibanica», i «gorrer» (en sentit despectiu).

## Història
La paraula gibanica ja va ser esmentada per primera vegada en els Balcans al segle xvii com un cognom o un malnom. La paraula sèrbia gibanica / гѝбаница es va incloure en el diccionari de Sèrbia, escrit en 1818 pel filòleg i lingüista serbi Vuk Stefanović Karadžić's, que va viatjar per tot els Balcans i va registra dades interessants relacionades amb la tradició i els costums sèrbies. Va explicat que gibanica «és un pastís de formatge tou entre la massa barrejada amb kaymak, llet i ous».
Durant la Segona Guerra Mundial, mentre que s'amagaven de les forces alemanyes nazis en els boscos de Iugoslàvia, els txètniks serbis feien l'anomenat txètnik gibanica a partir d'ingredients que rebien dels camperols. Quan el cap dels partisans iugoslaus, Josip Broz Tito, i el líder txètnik Draža Mihailović es van reunir en Ravna Gora en 1941, es va servir específicament per a ells gibanica amb patates i kaymak en un sač.
En 2007, la gibanica es va convertir oficialment en una marca d'exportació de Sèrbia. A la Fira de la marca de Belgrad, la indústria alimentària «Alexandria» va presentar una gibanica a mig coure i congelada per al mercat internacional.

## Preparació
La recepta original per la gibanica tradicionalment inclou la pasta fil·lo casolana i formatge de llet de vaca. El formatge pot ser feta o sirene. El pastís es fa generalment com «Gužvara» (pastís arrugat), de manera que la massa de pasta de full es pugui omplir. A més del formatge, el farciment conté ous, llet, kaymak, mantega de porc, sal i aigua. A més, el farciment pot incloure espinacs, carn, ortigues, patates i cebes. Per tal d'accelerar la preparació, es pot utilitzar la pasta de fil·lo comprada en una botiga, i es pot utilitzar oli de gira-sol o oli d'oliva en lloc de la mantega de porc.
La gibanica és un pastís de forma rodona amb una escorça cruixent de color marró daurat. L'interior és de diverses capes, i inclou la massa arrugada amb petits trossos de formatge entre cada capa. La gibanica es pot servir calenta al matí i és comunament acompanyada amb iogurt.

### Variants

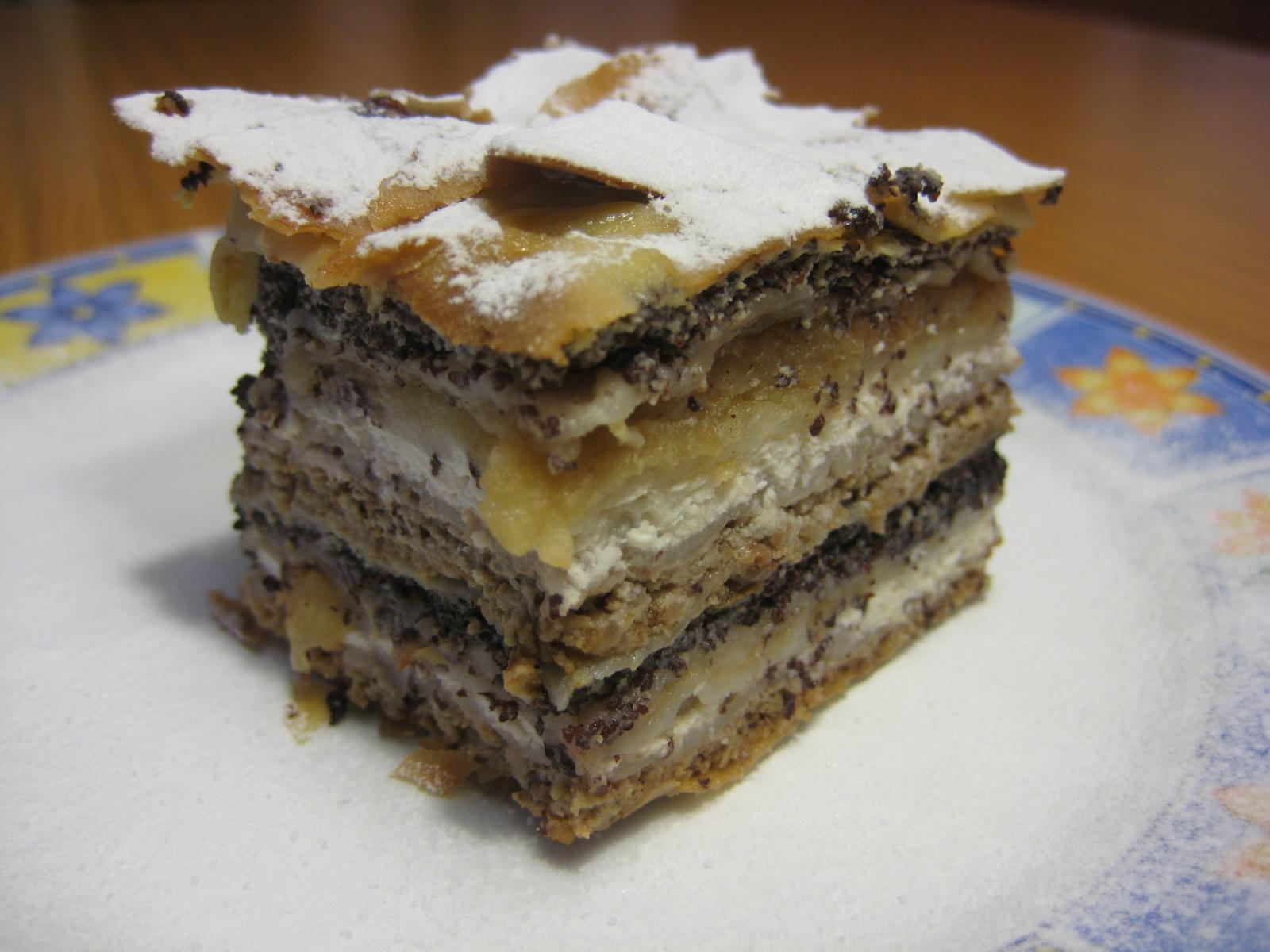
Prekmurska gibanica, una variant d'Eslovènia

Als Balcans es poden trobar moltes varietats de gibanica i plats relacionats, que són conegudes com a part de les cuines nacionals de Bòsnia i Hercegovina, Croàcia, Macedònia del Nord, Sèrbia, Eslovènia i Friuli-Venezia Giulia (Itàlia, on se'l anomena ghibanizza), Grècia i Bulgària, on generalment es diu banitsa.
A partir de la recepta bàsica han evolucionat moltes especialitats locals. La prekmurska gibanica, per exemple, és una «luxosa» coca de diverses capes típica de Prekmurje (Eslovènia), que es serveix com a postres en ocasions festives. La međimurska gibanica, de la regió de Međimurje de la veïna de Croàcia, és molt semblant però més simple i menys «plat formal» que consta de quatre capes de farciment (formatge fresc preparat (quark), llavor de rosella, poma i nou). Una altra varietat de gibanica, anomenada prleška gibanica, és molt coneguda en la regió de Prlekija (Eslovènia), a l'oest del riu Mura.
El concepte bàsic de gibanica, una coca o pastís que implica una combinació de pasta amb formatge en capes diferenciades, sovint combinades amb capes d'altres diversos farcits, és comú a les cuines dels Balcans, Anatòlia i la Mediterrània oriental. Per exemple, un plat similar conegut com a shabiyat (sh'abiyat, shaabiyat) forma part de la gastronomia de Síria i el Líban. La gibanica també es pot considerar con un tipus de strudel de formatge per la seva semblança, amb el qual comparteix un ancestre comú, probablement en els plats de rebosteria de la regió i en les cuines dels imperis romà d'Orient i otomà.

## En la cultura popular
La gibanica és un dels plats de rebosteria més populars i recognoscibles dels Balcans, sia presentat en ocasions festives, o com un berenar familiar reconfortant. A Sèrbia, el plat es consumeix sovint en els esdeveniments tradicionals com Nadal, Pasqua i Slava.
D'acord amb els mitjans de comunicació serbis, la gibanica més gran del món es va fer en la ciutat de Mionica al 2007. Pesava més de 1.000 kg, i es va utilitzar en la seva creació per a la seva inclusió en el Llibre Guinness dels Rècords: 330 kg de massa de pasta de fil·lo, 330 kg de formatge, 3.300 ous, 30 l. d'oli, 110 l. d'aigua mineral, 50 kg de mantega i 500 paquets de llevadura química.
A Sèrbia, així com als països veïns, hi ha festivals dedicats als pastissos. Un d'ells, anomenat Festival de gibanica o Dies de banitsa, se celebra cada any en Bela Palanka. Es va dur a terme per primera vegada en 2005.

## Informació nutricional
100 grams de gibanica contenen de mitjana: 1.255 kJ (300 kcal), 15,4 g de carbohidrats, 22,2 g de greix i 9,9 g de proteïnes.